# Cornelis de Vos

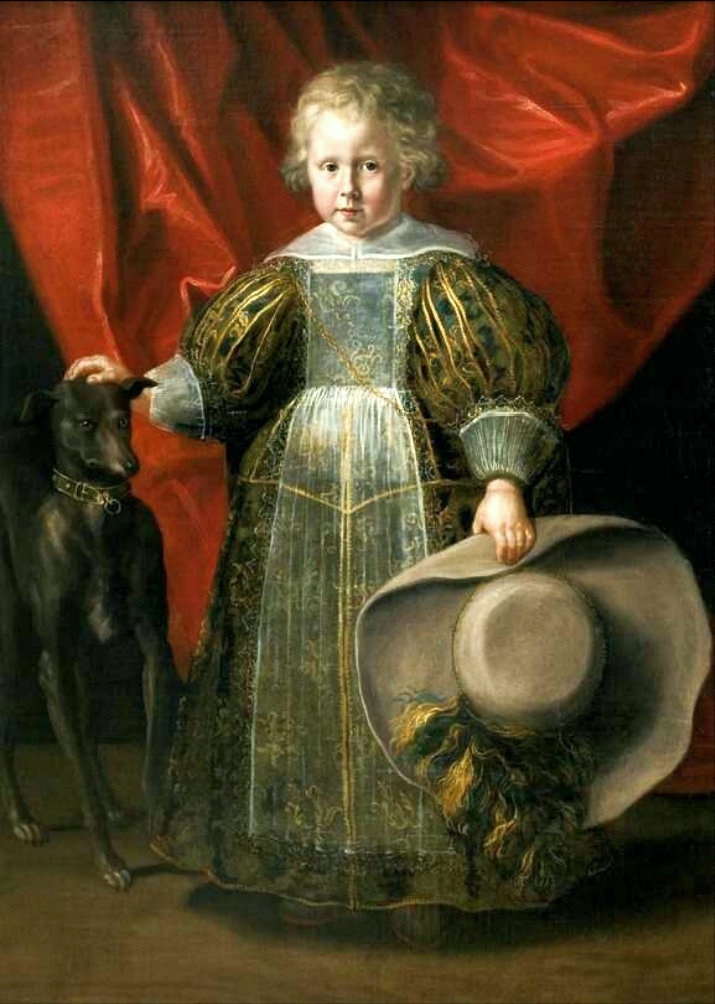
Portret chłopca z psem Kolekcja Europeum Muzeum Narodowego w Krakowie, I poł. XVII wieku

Cornelis de Vos (ur. 1584 w Hulst w Zelandii, zm. 9 maja 1651 w Antwerpii) – flamandzki malarz i rysownik.

## Życiorys
Większą część życia spędził w Antwerpii, gdzie w 1608 został mistrzem w gildii św. Łukasza. Malował sceny mitologiczne, biblijne i historyczne, martwe natury, a w późnych latach 20. XVII wieku monumentalne sceny rodzajowe. Współpracował z Rubensem, wykonując dekoracje malarskie m.in. w pałacu Torre de la Parada Filipa IV króla Hiszpanii.
Popularność zdobył dzięki portretom, które malował we własnym stylu, zdominowanym przez chłodne odcienie szarości. Były to przedstawienia pojedynczych postaci, jak również portrety grupowe. Odznaczały się bogactwem szczegółów i spokojną statyczną formą, najbardziej cenione są jego wizerunki dzieci.
Na twórczość De Vosa największy wpływ mieli Peter Paul Rubens i Antoon van Dyck. Jego młodszym bratem był Paul de Vos (zm. w 1678), malarz animalista, natomiast uczniem, niespokrewniony z artystą Simon de Vos (1603–76).
Prace artysty rozproszone są w galeriach i muzeach całego świata. W zbiorach polskich w Muzeum Narodowym w Krakowie znajduje się Portret chłopca z psem (Nr inw. XIIA-93). Natomiast w Muzeum w Tarnowskich Górach znajduje się Portret mężczyzny w czarnym stroju z koronkowym kołnierzem, którego domniemanym autorem jest Cornelis de Vos. Szczegółowe ekspertyzy i konserwacja wykazały, że płótno powstało w latach 1630–35 w warsztacie flamandzkiego artysty, zostało jednak gruntownie przemalowane w XIX wieku, co utrudniało identyfikację.